# Martin Smith
Pour les articles homonymes, voir Martin Smith (homonymie) et Smith.
 (septembre 2017).
Si vous disposez d'ouvrages ou d'articles de référence ou si vous connaissez des sites web de qualité traitant du thème abordé ici, merci de compléter l'article en donnant les références utiles à sa vérifiabilité et en les liant à la section « Notes et références ».
Martin Smith (né le 17 décembre 1946 à Southampton, Hampshire, Angleterre - mort le 2 mars 1997) était le batteur des groupes Simon Dupree and the Big Sound et Gentle Giant. Il participa aux deux premiers albums de Gentle Giant, Gentle Giant et Acquiring the Taste, avant d'être remplacé par Malcolm Mortimore. 
Il est mort le 2 mars 1997, à 50 ans, d'hémorragie interne.